# Чернуха (Бутурлинский район)
Чернуха — деревня в Бутурлинском районе Нижегородской области. Входит в состав Уваровского сельсовета.

## География
Деревня располагается на правом берегу реки Пьяны при впадении в неё Мокшанки.

## Население
| 1999 | 2002 | 2010 |
| ---- | ---- | ---- |
| 49   | ↘32  | ↗34  |

Национальный состав
Согласно результатам переписи 2002 года, в национальной структуре населения русские составляли 97% из 32 человек.